# Maikel Romero
Michael Romero Requena (Ibiza, Islas Baleares, España, 16 de junio de 1983), más conocido como Maikel Romero, es un exfutbolista y entrenador de fútbol español que actualmente dirige a la Sociedad Deportiva Formentera de la Segunda Federación.

## Trayectoria

### Como jugador
Formado en la cantera del SD Portmany, defendió los colores de clubes como el Torrevieja Club de Fútbol, la SD Noja, Unión Deportiva Ibiza-Eivissa, jugó en la Gimnástica Segoviana de la Tercera División de España desde 2010 a 2012, antes de regresar a las Islas Baleares para jugar en la Sociedad Deportiva Formentera, donde jugaría desde 2012 a 2019, incluido un ascenso en 2017 a la Segunda División B de España. Estuvo siete temporadas en el club y se convirtió en uno de los jugadores que más veces vistió la camiseta con un total de 243 encuentros, incluidos los históricos de la Copa del Rey.

### Como entrenador
En 2019 colgó las botas como jugador y en la temporada 2020-21 comenzó en los banquillos como entrenador haciéndose cargo de la Sociedad Deportiva Formentera Juvenil de Preferente Ibiza-Formentera, al que dirigió durante tres temporadas.
El 20 de junio de 2023, se convierte en entrenador de la Sociedad Deportiva Formentera de Segunda Federación.

## Clubes

### Como entrenador
| Club                                  | País              | Año             |
| ------------------------------------- | ----------------- | --------------- |
| Sociedad Deportiva Formentera Juvenil | Bandera de España | 2020-2023       |
| Sociedad Deportiva Formentera         | Bandera de España | 2023-actualidad |